# Hlaváčovití
Hlaváčovití (Gobiidae) je čeleď paprskoploutvých ryb. Zahrnuje 1500–2000 druhů ve 230 rodech, jsou to zejména mořské a brakické, méně i sladkovodní ryby žijící především v tropických a subtropických mělkých vodách. Dosahují obvykle délky kolem 10 centimetrů, maximálně v některých případech 50 cm; obecně k hlaváčovitým patří některé nejmenší ryby a strunatci vůbec. Obvykle jsou bentofágní, planktovorní nebo drobní masožravci. K hlaváčovitým patří i obojživelní lezci (Oxudercinae), schopní dlouhodobého pobytu na břehu, kde často loví.